# Scotognapha wunderlichi
Scotognapha wunderlichi är en spindelart som beskrevs av Platnick, Ovtsharenko och Murphy 200. Scotognapha wunderlichi ingår i släktet Scotognapha och familjen plattbuksspindlar.
Artens utbredningsområde är Kanarieöarna. Inga underarter finns listade i Catalogue of Life.